# Passaliolla cossonoides
Passaliolla cossonoides är en skalbaggsart som beskrevs av Bates 1887. Passaliolla cossonoides ingår i släktet Passaliolla och familjen Aphodiidae. Inga underarter finns listade i Catalogue of Life.